# Biblioteca calabrese
La Biblioteca Calabrese è una biblioteca di Soriano Calabro, in Provincia di Vibo Valentia, fondata e diretta da Nicola Provenzano e comprendente un patrimonio librario dedicato esclusivamente alla Calabria e ai calabresi di oltre 30.000 titoli.

## Storia
La biblioteca nasce nel 1979 come Centro culturale del folklore e delle tradizioni popolari di Soriano, come descritto da delibere della Giunta provinciale di Catanzaro.
Nel 1993 è costretta a chiudere. Riapre nel 1995. In questo periodo la biblioteca passa da 10.230 a 31.265 volumi.

## Libri
La biblioteca possiede incunaboli, cinquecentine calabresi, il fac simile integrale del Codex Rossanensis, la 405° copia delle 750 edite, una copia del 1907 manoscritto Rossanensis di Antonio Munoz, la seicentina Delle gratie e miracoli operati dall'Apostolo delle Indie, S. Francesco Saverio, in Potami Terra di Calabria di Francesco Natoli e stampata a Bologna nel 1653, le incisioni, le puntesche e le acqueforti del XVIII e XIX secolo.

## Rogerius
La biblioteca pubblica dal 1998 la rivista semestrale Rogerius che raccoglie scritti e studi sulle medesime tematiche e informa sulle nuove acquisizioni della biblioteca. La rivista è diretta da Tonino Ceravolo. Biblioteca e rivista hanno come logo il follaro di Ruggero il Normanno, in riferimento al periodo ritenuto di maggiore splendore per la regione calabrese dopo quello della Magna Grecia.